# Plaza del Callao

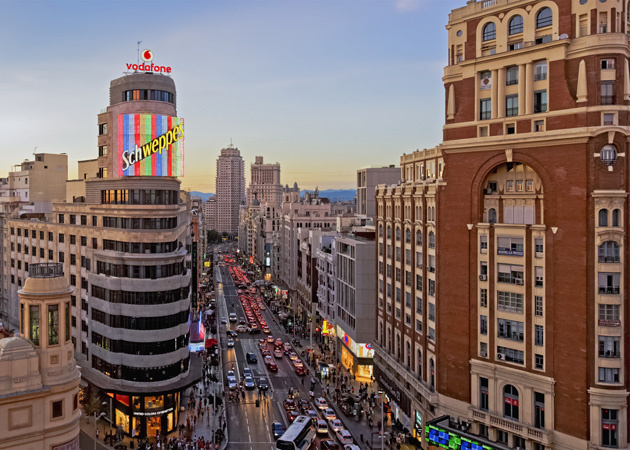
Vista nocturna da praça. À esquerda, a rua de Jacometrezo e o edifício Carrión. Ao centro, a Gran Vía. À direita, o edifício Palacio de la Prensa.

A Plaza del Callao é uma praça situada no bairro sem Sol, no distrito do Centro, na cidade de Madrid, em Espanha. Está situada na junção da Gran Vía (sensivelmente a meio) com a rua de Preciados, a qual divide em dois pedaços. Nela, também desembocam a rua do Carmo (Calle del Carmen), a rua de Jacometrezo e a rua da Porta de São Martinho (calle del Postigo de San Martín). A praça é considerada por muitos madrilenhos como o centro da cultura, moda e cinema na cidade.

## História
A praça já existia antes da construção da Gran Vía em 1910, e pertencia ao arrabalde de São Martinho (arrabal de San Martín). Antes da construção da Gran Vía, a praça era menor, e se localizava na junção da rua Preciados com a rua de Jacometrezo. Adquiriu seu tamanho atual entre 1917 e 1922, embora a entrega definitiva das obras só tenha se dado em 1927. O nome atual da praça, conferido em 1910, homenageia a batalha de Callao (1866).
Em 1924, foi inaugurado o Hotel Florida. Ele se tornaria famoso durante a Guerra Civil Espanhola (1936-1939) por hospedar a maioria dos jornalistas estrangeiros que cobriam a guerra na cidade. Em 1926, foi erguido o Cine Callao. Em 1928, foram inaugurados os edifícios Palacio de la Prensa e La Adriática. Em 1933, foi inaugurado o edifício Carrión. Em 1939, com o fim da guerra civil, o empresário salmantino Antonio Rodilla abriu uma loja na praça que se tornaria o embrião da atual cadeia de lanchonetes Rodilla.
Em 1952, foi erguida a loja de departamento Galerías Preciados na porção sul da praça. Em 1964, o prédio do Hotel Florida foi derrubado. Em 1995, a Galerías Preciados foi comprada pelo El Corte Inglés. A partir de  2009/2010, o tráfego de veículos foi proibido na praça e os ônibus que a serviam passaram a operar na rua Jacometrezo.

## Metro
Conecta com a estação de metro de Callao.